# Мамбеталиев, Галым Баубекович
Галым Баубекович Мамбеталиев (каз. Ғалым Баубекұлы Мәмбеталиев; род. 26 августа 1965, Темиртау, Карагандинская область) — советский и казахстанский хоккеист.

## Игрок
Воспитанник темиртауской школы хоккея с шайбой. В основном играл в темиртауских и в карагандинских клубах. Провёл по 1-2 сезону в новосибирском СКА, «СК им. Урицкого» и в альметьевском «Нефтянике». Последние четыре сезона провёл в «Мостовике».

## Тренер
Начал тренерскую карьеру в 2002 году в Темиртау. После двух сезонов возглавил «Барыс».
В сезоне 2006/2007 возглавил «Сарыарку». С клубом он стал бронзовым призером (сезон 2006/2007) и чемпионом российского первенства первой лиги (сезон 2007/2008), чемпионом Казахстана (сезон 2007/2008).
В 2009 году возглавил сборную Казахстана. Вышел в элитный раунд чемпионата мира. В 2010 году не смог сохранить место в элите.
В сезоне 2010/2011 возглавил «Барыс-2». Занял второе место в чемпионате Казахстана.
В 2011 и в 2017 годах тренировал молодёжную сборную Казахстана.
С 2011 по 2017 года входил в тренерский штаб «Снежных Барсов». В сезоне 2015/2016 с клубом дошёл до четвертьфинала чемпионата МХЛ, где проиграл «Чайке».
В сезоне 2017/2018 возглавлял «Барыс».
В 2018 году вновь возглавил сборную. Не смог выйти в элитный раунд чемпионата мира.
Главный тренер сборной Казахстана на чемпионате мира 2023 года в элитном дивизионе.